# 赤いけしの花

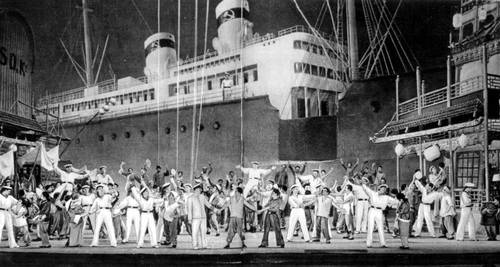
赤いけしの花(1927年)

『赤いけしの花』（あかい けしの はな、露：Красный мак）、作品70は、レインゴリト・グリエールが作曲したバレエ音楽。ソビエト連邦初の、また、近代の革命を題材とした最初のバレエでもあった。

## 音楽
ミハイル・クリルコの台本により、1927年に3幕8場のバレエとして作曲され、初演の主役を務めたバレリーナのエカテリーナ・ゲリツェルに献呈された。後に1949年と1955年の2度にわたって改訂が施され、1949年版では新たな登場人物が追加され、さらに1955年版では題名が『赤い花』（あかい はな、露：Красный цветок）に改められた。
偶然とはいえプッチーニの『トゥーランドット』と同時期の作品であり、中国風の五音音階を用いた旋律がしばしば登場する。その一方で、半音階技法や変化和音、全音音階が活用され、また同時代性を出すためにチャールストンが模倣されるなど、近代的な要素も見受けられる。だが作風としては全般的に、後期ロマン派音楽の伝統に留まっており、題材や筋書きにおいてロシア5人組以来の伝統というべきオリエンタリズムの傾向も顕著である。

### 楽章構成
全曲中で『ソヴィエト水夫の踊り』が特に名高い。この曲は、ロシア民謡「小さなリンゴ "Яблочко" （ヤブロチコ）」の旋律に基づいている。
- 第1幕

1. 導入部
2. 苦力（クーリー）の踊り
3. 情景（タオ・ホアの登場）
4. レストラン
5. マリクの踊り
6. ボストン・ワルツ
7. 西洋人の踊りの情景（船長の登場と水夫の踊り）
8. タオ・ホアの情景
9. 金の指のヴァリアシオン
10. 英雄的な苦力の踊り
11. ソヴィエト水夫の踊り

- 第2幕

1. 導入部～喫煙室の情景
2. 情景
3. 中国の女性の踊り
4. 4人の女神のアダージョ
5. アダージョ
6. 前奏曲
7. タオ・ホアの幻覚
8. 情景：入場
9. 剣の舞
10. 不死鳥
11. アダージョ
12. ばら色の船

- 第3幕

1. チャールストン
2. レストランでの踊り
3. 中国の劇場の用意日
4. 傘の踊り
5. あやつり人形の踊り
6. 中国の雑技と舞踊
7. 謀議の情景
8. 混乱の情景
9. 船長の情景
10. タオ・ホアの情景：船出
11. 反乱の情景
12. タオ・ホアの死
13. 大団円

（上記の訳名は、おおむねナクソスの日本語リーフレットに従った。）

### 初演と振付け

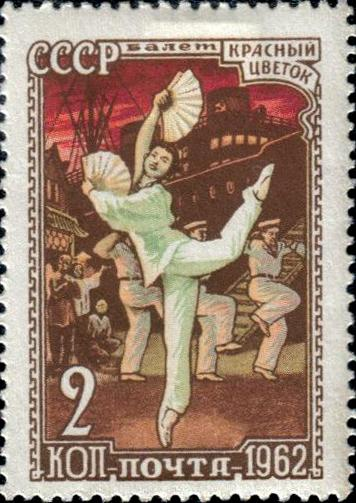
1962年にソ連で発行された切手

- 初版－1927年6月14日：第1幕と第3幕＝レフ・ラシチリン、第2幕＝ワシーリー・ティホミロフ。ボリショイ劇場にて 指揮はユーリー・ファイエル。
- 改訂版－1949年12月30日：レオニード・ラヴロフスキー。ボリショイ劇場にて。
- 「赤い花」版－1957年11月24日：ワシーリー・ティホミロフ（台本は引き続きクリルコ）。旧版より曲数が増やされた。

### 組曲版
作品番号70aが付けられている。
1. 英雄的な苦力の踊り
2. 情景と舞曲
3. 中国の踊り
4. 不死鳥
5. ワルツ
6. ソヴィエト水夫の踊り

## 劇構成

### 登場人物
- タオ・ホア　Tao Khoa　（ヒロインの踊り子。中国人）
- リ・シャンフー　Li Shanfu　（タオ・ホアのマネージャーで外国人の暗殺を目論んでいる）
- ロシア人船長（タオ・ホアと恋に落ちる）
- 中国人奇術師
- 港長
- マ・リチェン　Ma Lichen　（1949年改訂版から導入された配役）

## 上演史
- 1929年　レニングラード劇場

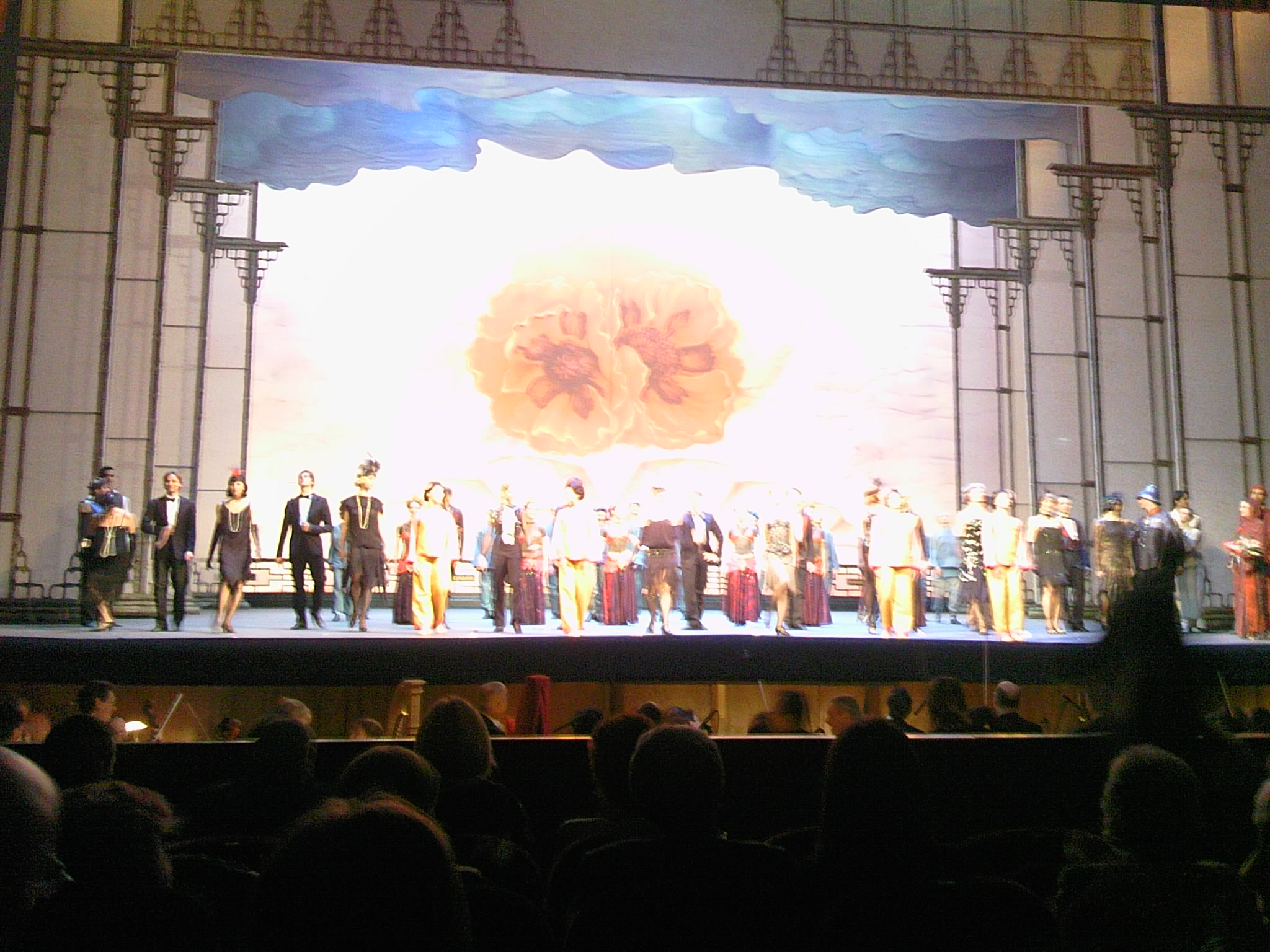
ローマ公演の模様(2010年)

- 1943年　モンテカルロ・ロシア・バレエ団
- 1928年・30年　スヴェルドロシク
- 1928年・49年・58年　サラトフ
- 1941年・50年　ゴーリキー
- 1949年　ペルミ
- 1949年・58年　キーロフ劇場
- 1950年　ノヴォシビルスク
- 1950年・61年　クィブィシェフ
- 1962年　ヴォルゴグラード
- 2010年　ローマ、クラスノヤルスク